# Rodnykiwka (Kropywnyzkyj)
Rodnykiwka (ukrainisch Родниківка; russisch Родниковка Rodnikowka) ist ein Dorf in der ukrainischen Oblast Kirowohrad mit etwa 750 Einwohnern (2001).
Das 1754 als militärische Siedlung gegründete Dorf liegt im Dneprhochland auf einer Höhe von 160 m am Oberlauf des Inhul, einem 354 km langen, linken Nebenfluss des Südlichen Bugs, 34 km südwestlich vom ehemaligen Rajonzentrum Oleksandriwka und 36 km nördlich vom Oblastzentrum Kropywnyzkyj.
Im Dorf wurde der Militärführer im russischen Bürgerkrieg Matwij Hryhorjew von Anarchisten der Machnowschtschina ermordet.
Am 12. Juni 2020 wurde das Dorf ein Teil der neugegründeten Siedlungsgemeinde Oleksandriwka, bis dahin bildete es zusammen mit den Dörfern Jassynuwatka (Ясинуватка), Lypiwka (Липівка), Marjaniwka (Мар'янівка) und Mohyliw Kurin (Могилів Курінь) die gleichnamige Landratsgemeinde Rodnykiwka (Родниківська сільська рада/Rodnykiwska silska rada) im Süden des Rajons Oleksandriwka.
Am 17. Juli 2020 kam es im Zuge einer großen Rajonsreform zum Anschluss des Rajonsgebietes an den Rajon Kropywnyzkyj.